# Troisième district congressionnel du Maryland
Le 3e district congressionnel du Maryland comprend la totalité du comté de Howard ainsi que des parties des comtés d'Anne Arundel et de Carroll. Le siège est actuellement représenté par la Démocrate Sarah Elfreth.
Trois personnes qui représentaient le Maryland au Sénat des États-Unis étaient également d'anciens représentants du 3e district, dont Ben Cardin, Barbara Mikulski et Paul Sarbanes.
La forme auparavant étrange du district a été attribuée au gerrymandering pour favoriser les candidats démocrates, à la suite des recensements de 2000 et 2010. En 2012, le district s'est avéré être le troisième district congressionnel le moins compact des États-Unis, et en 2014, le Washington Post l'a qualifié de deuxième district le plus « charcuté » du pays. John Sarbanes, l'actuel représentant démocrate du district, a présenté le For the People Act de 2019 pour aborder la réforme électorale, le droit de vote et le gerrymandering aux États-Unis,. Après le cycle de redécoupage de 2020, il comprend désormais le comté de Howard, la majeure partie du comté d'Anne Arundel, y compris Glen Burnie et Annapolis, et une partie du comté de Carroll, en particulier les zones autour de Mount Airy, et son représentant sortant John Sarbanes ne vit plus dans le district.

## Histoire
Le 3e district du Maryland était l'un des 61 districts qui ont élu un Représentant au 1er Congrès des États-Unis. Il a également la particularité d'être l'un des rares districts congressionnels qui comprenait autrefois des zones qui ne se trouvent pas actuellement dans l'État dans lequel elles se trouvent. Le 3e district était à l'origine composé du comté de Prince George, Maryland et du comté d'Anne Arundel, Maryland. À ce moment-là, ce qui est maintenant le comté de Howard, dans le Maryland, se trouvait dans le comté d'Anne Arundel, et le comté de Prince George comprenait la moitié est du district de Columbia.
En 1792, le 3e district du Maryland a été déplacé pour inclure le comté de Montgomery, et la moitié est du comté de Frederick. La population était d'environ 33 000 habitants. Cependant, la partie ouest de ce qui est aujourd'hui le comté de Carroll, dans le Maryland, se trouvait à ce stade dans le comté de Frederick, et la moitié ouest du district de Columbia se trouvait dans le comté de Montgomery. Ce dernier fait explique pourquoi le district a perdu de la population, même si, en théorie, il n'a pas connu de redécoupage après le recensement de 1800. Avec la population de Georgetown, DC, qui n'est plus dans le district, sa population de 1800 était d'environ 31 000. À ce stade, le 3e était le district le moins peuplé du Maryland, ayant à peine la moitié de la population du 5e district de la ville et du comté de Baltimore, qui, en 1800, comptait un peu plus de 59 000 habitants.
Les limites sont restées les mêmes après les recensements de 1810, 1820 et 1830. Alors qu'en 1820, le district comptait environ 36 000 habitants, sa population était passée à 53 622 en 1830. Avec la formation du Comté de Carroll dans les années 1830, ainsi que la chute du Maryland de 8 à 6 sièges au Congrès, les limites du 3e district ont été radicalement redessinées. La seule zone qui restait dans le 3e district était la partie du comté de Carroll qui se trouvait dans le comté de Frederick. Le 3e comprenait également le comté de Baltimore et la moitié ouest de la ville de Baltimore. Sa nouvelle population était de 69 923, dont 24,5 % étaient noirs.
En 1853, le 3e district est à nouveau redessiné. Le nouveau district comprenait le comté de Baltimore, à l'exception des parties nord et ouest du comté et environ le tiers est de la ville de Baltimore. Le district avait maintenant une population de 95 729. Lors du redécoupage après le recensement de 1860, le Maryland a été réduit à cinq districts congressionnels. Le 3e a été déplacé de sorte qu'il contenait la partie de Baltimore qui n'avait pas été dans le 3e avant 1863. Il avait maintenant une population de 130 040. En 1873, le 3e district a de nouveau été déplacé, pour être le côté Est de Baltimore. Il avait maintenant une population de 120 978.

## Géographie
| #  | Comté        | Siège         | Population |
| -- | ------------ | ------------- | ---------- |
| 1  | Anne Arundel | Annapolis     | 594 582    |
| 13 | Carroll      | Westminster   | 176 639    |
| 27 | Howard       | Ellicott City | 336 001    |

### Villes de 10 000 habitants ou plus
- Columbia - 104 681
- Ellicott City - 75 947
- Glen Burnie - 72 891
- Severn - 57 118
- Odenton - 42 947
- Annapolis - 40 812
- Severna Park - 39 933
- Pasadena - 32 979
- Eldersburg - 32 582
- Ilchester - 26 824
- North Laurel - 25 379
- Elkridge - 25 171
- Arnold - 24 064
- Lake Shore - 19 551
- Parole - 17 877
- Ferndale - 17 091
- Brooklyn Park - 16 112
- Riviera Beach - 12 384
- Linthicum - 11 190
- Annapolis Neck - 10 973
- Jessup - 10 535

### Villes de 2 500 - 10 000 habitants
- Mount Airy - 9 654
- Scaggsville - 9 217
- Cape St. Claire - 9 179
- Savage - 7 542
- Fulton - 5 916
- Gambrills - 3 034
- Herald Harbor - 2 869

## Historique de vote
| Année | Poste     | Résultats               |
| ----- | --------- | ----------------------- |
| 2000  | Président | Gore 55,0 % – 41,0 %    |
| 2004  | Président | Kerry 54,0 % – 45,0 %   |
| 2008  | Président | Obama 59,0 % – 39,0 %   |
| 2012  | Président | Obama 60,0 % – 37,0 %   |
| 2016  | Président | Clinton 62,0 % – 32,0 % |
| 2020  | Président | Biden 69,0 % – 29,0 %   |

## Liste des Représentants du district
| Membre                            | Parti                         | Années                           | Congrès     | Histoire électorale | Zone géographique |
| --------------------------------- | ----------------------------- | -------------------------------- | ----------- | --- | ----------------- |
| District établi le 4 mars 1789    |                               |                                  |             | |                   |
| Benjamin Contee (en)              | Anti-Administration           | 4 mars 1789 - 3 mars 1791        | 1er         | Élu en 1789. Perd sa réélection. |                   |
| William Pinkney                   | Pro Administration            | 4 mars 1791 - 9 novembre 1791    | 2e          | Élu en 1790. Démissionne pour des questions d'inéligibilité. |                   |
| Vacant                            | Vacant                        | 9 novembre 1791 - 5 février 1792 | 2e          | |                   |
| John Francis Mercer (en)          | Anti-Administration           | 5 février 1792 - 3 mars 1793     | 2e          | Élu pour terminer le mandat de Pinkney. Redécoupage vers le 2e district. |                   |
| Uriah Forrest (en)                | Pro Administration            | 4 mars 1793 - 8 novembre 1794    | 3e          | Élu en 1792. Réélu en 1794. Démissionne. |                   |
| Vacant                            | Vacant                        | 8 novembre 1794 - 2 janvier 1795 | 3e          | |                   |
| Benjamin Edwards (en)             | Pro Administration            | 2 janvier 1795 - 3 mars 1795     | 3e          | Élu pour terminer le mandat de Forrest. Retrait. |                   |
| Jeremiah Crabb (en)(Rockville)    | Fédéraliste                   | 4 mars 1795 - 1er juin 1796      | 4e          | Élu en 1794. Démissionne. |                   |
| Vacant                            | Vacant                        | 1er juin 1796 - 5 décembre 1796  | 4e          | |                   |
| William Craik (en)                | Fédéraliste                   | 5 décembre 1796 - 3 mars 1801    | 4e - 6e     | Élu pour terminer le mandat de Crabb. Réélu en 1798. Retrait. |                   |
| Thomas Plater (en)                | Fédéraliste                   | 4 mars 1801 - 3 mars 1805        | 7e , 8e     | Élu en 1801. Réélu en 1803. Perd sa réélection. |                   |
| Patrick Magruder                  | Républicain-Démocrate         | 4 mars 1805 - 3 mars 1807        | 9e          | Élu en 1804. Perd sa réélection. |                   |
| Philip Barton Key (en)            | Fédéraliste                   | 4 mars 1807 - 3 mars 1813        | 10e - 12e   | Élu en 1806. Réélu en 1808. Réélu en 1810. Retrait. |                   |
| Alexander Contee Hanson (en)      | Fédéraliste                   | 4 mars 1813 - 1816               | 13e , 14e   | Élu en 1812. Réélu en 1814. Démissionne lorsqu'élu Sénateur des États-Unis. |                   |
| Vacant                            | Vacant                        | 1816 - 7 octobre 1816            | 14e         | |                   |
| George Peter (en)                 | Fédéraliste                   | 7 octobre 1816 - 3 mars 1819     | 14e , 15e   | Élu pour terminer le mandat de Hanson. Réélu en 1816. Perd sa réélection. |                   |
| Henry Ridgely Warfield (en)       | Fédéraliste                   | 4 mars 1819 - 3 mars 1825        | 16e - 18e   | Élu en 1818. Réélu en 1820. Réélu en 1822. Retrait. |                   |
| George Peter (en)                 | Jacksonien (en)               | 4 mars 1825 - 3 mars 1827        | 19e         | Élu en 1824. Perd sa réélection. |                   |
| George Corbin Washington (en)     | Anti-Jacksonien               | 4 mars 1827 - 3 mars 1833        | 20e - 22e   | Élu en 1826. Réélu en 1829. Réélu en 1831. |                   |
| James Turner (en)                 | Jacksonien (en)               | 4 mars 1833 - 3 mars 1837        | 23e - 24e   | Élu en 1833. Réélu en 1835. |                   |
| John Tolley Hood Worthington (en) | Démocrate                     | 4 mars 1837 - 3 mars 1841        | 25e , 26e   | Élu en 1837. Réélu en 1839. |                   |
| James Wray Williams (en)          | Démocrate                     | 4 mars 1837 - 3 mars 1841        | 27e         | Élu en 1841. Décès. |                   |
| Vacant                            | Vacant                        | 2 décembre 1842 - 2 janvier 1843 | 27e         | |                   |
| Charles S. Sewall (en)            | Démocrate                     | 2 janvier 1843 - 3 mars 1843     | 27e         | Élu pour terminer le mandat de Williams. |                   |
| John Wethered (en)                | Whig                          | 4 mars 1843 - 3 mars 1845        | 28e         | Élu en 1844. |                   |
| Thomas Watkins Ligon (en)         | Démocrate                     | 4 mars 1845 - 3 mars 1849        | 29e , 29e   | Élu en 1845. Réélu en 1847. |                   |
| Edward Hammond (en)               | Démocrate                     | 4 mars 1849 - 3 mars 1853        | 31e , 32e   | Élu en 1849. Réélu en 1851. |                   |
| Joshua Van Sant (en)              | Démocrate                     | 4 mars 1853 - 3 mars 1855        | 33e         | Élu en 1853. |                   |
| James Morrison Harris (en)        | Know Nothing                  | 4 mars 1855 - 3 mars 1861        | 34e - 36e   | Élu en 1855. Réélu en 1857. Réélu en 1859. |                   |
| Cornelius Leary (en)              | Unioniste                     | 4 mars 1861 - 3 mars 1863        | 37e         | Élu en 1861. |                   |
| Henry Winter Davis (en)           | Unioniste Inconditionnel (en) | 4 mars 1863 - 3 mars 1865        | 38e         | Élu en 1863. |                   |
| Charles Edward Phelps (en)        | Unioniste Inconditionnel (en) | 4 mars 1865 - 3 mars 1867        | 39e , 40e   | Élu en 1864. Réélu en 1866. |                   |
| Charles Edward Phelps (en)        | Conservateur (en)             | 4 mars 1867 - 3 mars 1869        | 39e , 40e   | Élu en 1864. Réélu en 1866. |                   |
| Thomas Swann                      | Démocrate                     | 4 mars 1869 - 3 mars 1873        | 41e , 42e   | Élu en 1868. Réélu en 1870. Redécoupage vers le 4e district. |                   |
| William James O'Brien (en)        | Démocrate                     | 4 mars 1873 - 3 mars 1877        | 43e , 44e   | Élu en 1872. Réélu en 1874. |                   |
| William Kimmel (en)               | Démocrate                     | 4 mars 1877 - 3 mars 1881        | 45e , 46e   | Élu en 1876. Réélu en 1878. |                   |
| Fetter Schrier Hoblitzell (en)    | Démocrate                     | 4 mars 1881 - 3 mars 1885        | 47e , 48e   | Élu en 1880. Réélu en 1882. |                   |
| William Hinson Cole (en)          | Démocrate                     | 4 mars 1885 - 8 juillet 1886     | 49e         | Élu en 1884. Décès. |                   |
| Vacant                            | Vacant                        | 8 juillet 1886 - 2 novembre 1886 | 49e         | |                   |
| Harry Welles Rusk (en)            | Démocrate                     | 2 novembre 1886 - 3 mars 1897    | 49e - 54e   | Élu pour terminer le mandat de Cole. Réélu en 1886. Réélu en 1888. Réélu en 1890. Réélu en 1892. Réélu en 1894. |                   |
| William Samuel Booze (en)         | Républicain                   | 4 mars 1897 - 3 mars 1899        | 55e         | Élu en 1896. |                   |
| Frank Charles Wachter (en)        | Républicain                   | 4 mars 1899 - 3 mars 1907        | 56e - 59e   | Élu en 1898. Réélu en 1900. éélu en 1902. Réélu en 1904. |                   |
| Harry Benjamin Wolf (en)          | Démocrate                     | 4 mars 1907 - 3 mars 1909        | 60e         | Élu en 1906. |                   |
| John Kronmiller (en)              | Républicain                   | 4 mars 1909 - 3 mars 1911        | 61e         | Élu en 1908. |                   |
| George Konig (en)                 | Démocrate                     | 4 mars 1911 - 31 mai 1913        | 62e , 63e   | Élu en 1910. Réélu en 1912. Décès. |                   |
| Vacant                            | Vacant                        | 31 mai 1913 - 4 novembre 1913    | 63e         | |                   |
| Charles Pearce Cody (en)          | Démocrate                     | 4 novembre 1913 - 3 mars 1921    | 63e - 66e   | Élu pour terminer le mandat de Konig. Réélu en 1914. Réélu en 1916. Réélu en 1918. |                   |
| John B.P.C. Hill (en)             | Républicain                   | 4 mars 1921 - 3 mars 1927        | 67e - 69e   | Élu en 1920. Réélu en 1922. Réélu en 1924. |                   |
| Vincent L. Palmisano (en)         | Démocrate                     | 4 mars 1927 - 3 janvier 1939     | 70e - 75e   | Élu en 1926. Réélu en 1928. Réélu en 1930. Réélu en 1932. Réélu en 1934. Réélu en 1936. |                   |
| Thomas D'Alesandro Jr. (en)       | Démocrate                     | 3 janvier 1939 - 16 mai 1947     | 76e - 80e   | Élu en 1938. Réélu en 1940. Réélu en 1942. Réélu en 1944. Réélu en 1946. Démissionne pour devenir Maire de Baltimore. |                   |
| Vacant                            | Vacant                        | 16 mai 1947 - 15 juillet 1947    | 80e         | |                   |
| Edward Garmatz (en)               | Démocrate                     | 15 juillet 1947 - 3 janvier 1973 | 80e - 92e   | Élu pour terminer le mandat de D'Alesandro Jr. Réélu en 1948. Réélu en 1950. Réélu en 1952. Réélu en 1954. Réélu en 1956. Réélu en 1958. Réélu en 1960. Réélu en 1962. Réélu en 1964. Réélu en 1966. Réélu en 1968. Réélu en 1970. |                   |
| Paul Sarbanes                     | Démocrate                     | 3 janvier 1973 - 3 janvier 1977  | 93e , 94e   | Redécoupage depuis le 4e district et réélu en 1972. Réélu en 1974. Retrait pour se présenter comme Sénateur des États-Unis. | 1973–1983         |
| Barbara Mikulski                  | Démocrate                     | 3 janvier 1977 - 3 janvier 1987  | 95e - 99e   | Élue en 1976. Réélue en 1978. Réélue en 1980. Réélue en 1982. Réélue en 1984. Retrait pour se présenter comme Sénatrice des États-Unis.                                                                                            | 1973–1983         |
| Barbara Mikulski                  | Démocrate                     | 3 janvier 1977 - 3 janvier 1987  | 95e - 99e   | Élue en 1976. Réélue en 1978. Réélue en 1980. Réélue en 1982. Réélue en 1984. Retrait pour se présenter comme Sénatrice des États-Unis.                                                                                            | 1983–1993         |
| Ben Cardin                        | Démocrate                     | 3 janvier 1987 - 3 janvier 2007  | 100e - 109e | Élu en 1986. Réélu en 1988. Réélu en 1990. Réélu en 1992. Réélu en 1994. Réélu en 1996. Réélu en 1998. Réélu en 2000. Réélu en 2002. Réélu en 2004. Retrait pour se présenter comme Sénateur des États-Unis.                       |                   |
| Ben Cardin                        | Démocrate                     | 3 janvier 1987 - 3 janvier 2007  | 100e - 109e | Élu en 1986. Réélu en 1988. Réélu en 1990. Réélu en 1992. Réélu en 1994. Réélu en 1996. Réélu en 1998. Réélu en 2000. Réélu en 2002. Réélu en 2004. Retrait pour se présenter comme Sénateur des États-Unis.                       | 1993–2003         |
| Ben Cardin                        | Démocrate                     | 3 janvier 1987 - 3 janvier 2007  | 100e - 109e | Élu en 1986. Réélu en 1988. Réélu en 1990. Réélu en 1992. Réélu en 1994. Réélu en 1996. Réélu en 1998. Réélu en 2000. Réélu en 2002. Réélu en 2004. Retrait pour se présenter comme Sénateur des États-Unis.                       | 2003–2013         |
| John Sarbanes                     | Démocrate                     | 3 janvier 2007 - 3 janvier 2025  | 110e - 118e | Élu en 2006. Réélu en 2008. Réélu en 2010. Réélu en 2012. Réélu en 2014. Réélu en 2016. Réélu en 2018. Réélu en 2020. Réélu en 2022. Retrait.                                                                                      |                   |
| John Sarbanes                     | Démocrate                     | 3 janvier 2007 - 3 janvier 2025  | 110e - 118e | Élu en 2006. Réélu en 2008. Réélu en 2010. Réélu en 2012. Réélu en 2014. Réélu en 2016. Réélu en 2018. Réélu en 2020. Réélu en 2022. Retrait.                                                                                      | 2013–2023         |
| John Sarbanes                     | Démocrate                     | 3 janvier 2007 - 3 janvier 2025  | 110e - 118e | Élu en 2006. Réélu en 2008. Réélu en 2010. Réélu en 2012. Réélu en 2014. Réélu en 2016. Réélu en 2018. Réélu en 2020. Réélu en 2022. Retrait.                                                                                      | 2023–Présent      |
| Sarah Elfreth                     | Démocrate                     | 3 janvier 2025 - en cours        | 119e        | Élue en 2024. |                   |

## Résultats des récentes élections
Voici les résultats des dix précédents cycles électoraux dans le district.

### 2004
| Élection de 2004 du 3e district congressionnel du Maryland | Élection de 2004 du 3e district congressionnel du Maryland | Élection de 2004 du 3e district congressionnel du Maryland | Élection de 2004 du 3e district congressionnel du Maryland | Élection de 2004 du 3e district congressionnel du Maryland |
| ---------------------------------------------------------- | ---------------------------------------------------------- | ---------------------------------------------------------- | ---------------------------------------------------------- | ---------------------------------------------------------- |
| Parti                                                      | Parti                                                      | Candidat                                                   | Votes                                                      | %                                                          |
|                                                            | Démocrate                                                  | Benjamin Cardin (sortant)                                  | 182 066                                                    | 63,44                                                      |
|                                                            | Républicain                                                | Robert P. Duckworth                                        | 97 008                                                     | 33,80                                                      |
|                                                            | Vert                                                       | Patsy Allen                                                | 7 895                                                      | 2,75                                                       |
| Total des votes                                            | Total des votes                                            | Total des votes                                            | 286 969                                                    | 100 %                                                      |
|                                                            | Les Démocrates conservent                                  |                                                            |                                                            |                                                            |

### 2006
| Élection de 2006 du 3e district congressionnel du Maryland | Élection de 2006 du 3e district congressionnel du Maryland | Élection de 2006 du 3e district congressionnel du Maryland | Élection de 2006 du 3e district congressionnel du Maryland | Élection de 2006 du 3e district congressionnel du Maryland |
| ---------------------------------------------------------- | ---------------------------------------------------------- | ---------------------------------------------------------- | ---------------------------------------------------------- | ---------------------------------------------------------- |
| Parti                                                      | Parti                                                      | Candidat                                                   | Votes                                                      | %                                                          |
|                                                            | Démocrate                                                  | John Sarbanes                                              | 150 142                                                    | 64,03                                                      |
|                                                            | Républicain                                                | John White                                                 | 79 174                                                     | 33,76                                                      |
|                                                            | Libertarien                                                | Charles Curtis McPeek, Sr.                                 | 4 941                                                      | 2,11                                                       |
|                                                            | Write-In                                                   | Write-In                                                   | 229                                                        | 0,10                                                       |
| Total des votes                                            | Total des votes                                            | Total des votes                                            | 234 486                                                    | 100 %                                                      |
|                                                            | Les Démocrates conservent                                  |                                                            |                                                            |                                                            |

### 2008
| Élection de 2008 du 3e district congressionnel du Maryland | Élection de 2008 du 3e district congressionnel du Maryland | Élection de 2008 du 3e district congressionnel du Maryland | Élection de 2008 du 3e district congressionnel du Maryland | Élection de 2008 du 3e district congressionnel du Maryland |
| ---------------------------------------------------------- | ---------------------------------------------------------- | ---------------------------------------------------------- | ---------------------------------------------------------- | ---------------------------------------------------------- |
| Parti                                                      | Parti                                                      | Candidat                                                   | Votes                                                      | %                                                          |
|                                                            | Démocrate                                                  | John Sarbanes (sortant)                                    | 203 711                                                    | 69,66                                                      |
|                                                            | Républicain                                                | Thomas E. Harris                                           | 87 971                                                     | 30,08                                                      |
|                                                            | Write-In                                                   | Write-In                                                   | 766                                                        | 0,26                                                       |
| Total des votes                                            | Total des votes                                            | Total des votes                                            | 292 448                                                    | 100 %                                                      |
|                                                            | Les Démocrates conservent                                  |                                                            |                                                            |                                                            |

### 2010
| Élection de 2010 du 3e district congressionnel du Maryland | Élection de 2010 du 3e district congressionnel du Maryland | Élection de 2010 du 3e district congressionnel du Maryland | Élection de 2010 du 3e district congressionnel du Maryland | Élection de 2010 du 3e district congressionnel du Maryland |
| ---------------------------------------------------------- | ---------------------------------------------------------- | ---------------------------------------------------------- | ---------------------------------------------------------- | ---------------------------------------------------------- |
| Parti                                                      | Parti                                                      | Candidat                                                   | Votes                                                      | %                                                          |
|                                                            | Démocrate                                                  | John Sarbanes (sortant)                                    | 147 448                                                    | 61,07                                                      |
|                                                            | Républicain                                                | Jim Wilhelm                                                | 86 947                                                     | 36,01                                                      |
|                                                            | Libertarien                                                | Jerry McKinley                                             | 5 212                                                      | 2,16                                                       |
|                                                            | Constitution                                               | Alain Lareau                                               | 1 634                                                      | 0,68                                                       |
|                                                            | Write-In                                                   | Write-In                                                   | 188                                                        | 0,1                                                        |
| Total des votes                                            | Total des votes                                            | Total des votes                                            | 241 429                                                    | 100 %                                                      |
|                                                            | Les Démocrates conservent                                  |                                                            |                                                            |                                                            |

### 2012
| Élection de 2012 du 3e district congressionnel du Maryland | Élection de 2012 du 3e district congressionnel du Maryland | Élection de 2012 du 3e district congressionnel du Maryland | Élection de 2012 du 3e district congressionnel du Maryland | Élection de 2012 du 3e district congressionnel du Maryland |
| ---------------------------------------------------------- | ---------------------------------------------------------- | ---------------------------------------------------------- | ---------------------------------------------------------- | ---------------------------------------------------------- |
| Parti                                                      | Parti                                                      | Candidat                                                   | Votes                                                      | %                                                          |
|                                                            | Démocrate                                                  | John Sarbanes (sortant)                                    | 213 747                                                    | 66,8                                                       |
|                                                            | Républicain                                                | Eric Delano Knowles                                        | 94 549                                                     | 29,6                                                       |
|                                                            | Libertarien                                                | Paul R. Drgos, Jr.                                         | 11 028                                                     | 3,4                                                        |
|                                                            | Write-In                                                   | Write-In                                                   | 535                                                        | 0,2                                                        |
| Total des votes                                            | Total des votes                                            | Total des votes                                            | 318 859                                                    | 100 %                                                      |
|                                                            | Les Démocrates conservent                                  |                                                            |                                                            |                                                            |

### 2014
| Élection de 2014 du 3e district congressionnel du Maryland | Élection de 2014 du 3e district congressionnel du Maryland | Élection de 2014 du 3e district congressionnel du Maryland | Élection de 2014 du 3e district congressionnel du Maryland | Élection de 2014 du 3e district congressionnel du Maryland |
| ---------------------------------------------------------- | ---------------------------------------------------------- | ---------------------------------------------------------- | ---------------------------------------------------------- | ---------------------------------------------------------- |
| Parti                                                      | Parti                                                      | Candidat                                                   | Votes                                                      | %                                                          |
|                                                            | Démocrate                                                  | John Sarbanes (sortant)                                    | 128 594                                                    | 59,6                                                       |
|                                                            | Républicain                                                | Charles A. Long                                            | 87 029                                                     | 40,3                                                       |
|                                                            | Write-In                                                   | Write-In                                                   | 323                                                        | 0,1                                                        |
| Total des votes                                            | Total des votes                                            | Total des votes                                            | 215 946                                                    | 100 %                                                      |
|                                                            | Les Démocrates conservent                                  |                                                            |                                                            |                                                            |

### 2016
| Élection de 2016 du 3e district congressionnel du Maryland | Élection de 2016 du 3e district congressionnel du Maryland | Élection de 2016 du 3e district congressionnel du Maryland | Élection de 2016 du 3e district congressionnel du Maryland | Élection de 2016 du 3e district congressionnel du Maryland |
| ---------------------------------------------------------- | ---------------------------------------------------------- | ---------------------------------------------------------- | ---------------------------------------------------------- | ---------------------------------------------------------- |
| Parti                                                      | Parti                                                      | Candidat                                                   | Votes                                                      | %                                                          |
|                                                            | Démocrate                                                  | John Sarbanes (sortant)                                    | 214 640                                                    | 63,2                                                       |
|                                                            | Républicain                                                | Mark Plaster                                               | 115 048                                                    | 33,9                                                       |
|                                                            | Vert                                                       | Nnabu Eze                                                  | 9 461                                                      | 2,8                                                        |
|                                                            | Write-In                                                   | Write-In                                                   | 526                                                        | 0,1                                                        |
| Total des votes                                            | Total des votes                                            | Total des votes                                            | 339 675                                                    | 100 %                                                      |
|                                                            | Les Démocrates conservent                                  |                                                            |                                                            |                                                            |

### 2018
| Élection de 2018 du 3e district congressionnel du Maryland | Élection de 2018 du 3e district congressionnel du Maryland | Élection de 2018 du 3e district congressionnel du Maryland | Élection de 2018 du 3e district congressionnel du Maryland | Élection de 2018 du 3e district congressionnel du Maryland |
| ---------------------------------------------------------- | ---------------------------------------------------------- | ---------------------------------------------------------- | ---------------------------------------------------------- | ---------------------------------------------------------- |
| Parti                                                      | Parti                                                      | Candidat                                                   | Votes                                                      | %                                                          |
|                                                            | Démocrate                                                  | John Sarbanes (sortant)                                    | 202 407                                                    | 69,1                                                       |
|                                                            | Républicain                                                | Charles Anthony                                            | 82 774                                                     | 28,3                                                       |
|                                                            | Libertarien                                                | J. David Lashar                                            | 7 476                                                      | 2,6                                                        |
|                                                            | Write-In                                                   | Write-In                                                   | 223                                                        | 0,1                                                        |
| Total des votes                                            | Total des votes                                            | Total des votes                                            | 292 880                                                    | 100 %                                                      |
|                                                            | Les Démocrates conservent                                  |                                                            |                                                            |                                                            |

### 2020
| Élection de 2020 du 3e district congressionnel du Maryland | Élection de 2020 du 3e district congressionnel du Maryland | Élection de 2020 du 3e district congressionnel du Maryland | Élection de 2020 du 3e district congressionnel du Maryland | Élection de 2020 du 3e district congressionnel du Maryland |
| ---------------------------------------------------------- | ---------------------------------------------------------- | ---------------------------------------------------------- | ---------------------------------------------------------- | ---------------------------------------------------------- |
| Parti                                                      | Parti                                                      | Candidat                                                   | Votes                                                      | %                                                          |
|                                                            | Démocrate                                                  | John Sarbanes (sortant)                                    | 260 358                                                    | 69,8                                                       |
|                                                            | Républicain                                                | Charles Anthony                                            | 112 117                                                    | 30,0                                                       |
|                                                            | Write-In                                                   | Write-In                                                   | 731                                                        | 0,2                                                        |
| Total des votes                                            | Total des votes                                            | Total des votes                                            | 373 206                                                    | 100 %                                                      |
|                                                            | Les Démocrates conservent                                  |                                                            |                                                            |                                                            |

### 2022
| Primaire démocrate de 2022 du 3e district congressionnel du Maryland | Primaire démocrate de 2022 du 3e district congressionnel du Maryland | Primaire démocrate de 2022 du 3e district congressionnel du Maryland | Primaire démocrate de 2022 du 3e district congressionnel du Maryland | Primaire démocrate de 2022 du 3e district congressionnel du Maryland |
| -------------------------------------------------------------------- | -------------------------------------------------------------------- | -------------------------------------------------------------------- | -------------------------------------------------------------------- | -------------------------------------------------------------------- |
| Parti                                                                | Parti                                                                | Candidat                                                             | Votes                                                                | %                                                                    |
|                                                                      | Démocrate                                                            | John Sarbanes (sortant)                                              | 63 790                                                               | 84,6                                                                 |
|                                                                      | Démocrate                                                            | Ben Beardsley                                                        | 6854                                                                 | 9,1                                                                  |
|                                                                      | Démocrate                                                            | Jake Pretot                                                          | 4728                                                                 | 6,3                                                                  |

| Primaire républicaine de 2022 du 3e district congressionnel du Maryland | Primaire républicaine de 2022 du 3e district congressionnel du Maryland | Primaire républicaine de 2022 du 3e district congressionnel du Maryland | Primaire républicaine de 2022 du 3e district congressionnel du Maryland | Primaire républicaine de 2022 du 3e district congressionnel du Maryland |
| ----------------------------------------------------------------------- | ----------------------------------------------------------------------- | ----------------------------------------------------------------------- | ----------------------------------------------------------------------- | ----------------------------------------------------------------------- |
| Parti                                                                   | Parti                                                                   | Candidat                                                                | Votes                                                                   | %                                                                       |
|                                                                         | Républicain                                                             | Yuripzy Morgan                                                          | 13 198                                                                  | 33,6                                                                    |
|                                                                         | Républicain                                                             | Joe Kelley                                                              | 8 924                                                                   | 22,7                                                                    |
|                                                                         | Républicain                                                             | Antonio Pitocco                                                         | 8 041                                                                   | 20,5                                                                    |
|                                                                         | Républicain                                                             | Thomas Harris                                                           | 4 966                                                                   | 12,6                                                                    |
|                                                                         | Républicain                                                             | Amal Torres                                                             | 4 171                                                                   | 10,6                                                                    |

| Élection de 2022 du 3e district congressionnel du Maryland | Élection de 2022 du 3e district congressionnel du Maryland | Élection de 2022 du 3e district congressionnel du Maryland | Élection de 2022 du 3e district congressionnel du Maryland | Élection de 2022 du 3e district congressionnel du Maryland |
| ---------------------------------------------------------- | ---------------------------------------------------------- | ---------------------------------------------------------- | ---------------------------------------------------------- | ---------------------------------------------------------- |
| Parti                                                      | Parti                                                      | Candidat                                                   | Votes                                                      | %                                                          |
|                                                            | Démocrate                                                  | John Sarbanes (sortant)                                    | 175 514                                                    | 60,2                                                       |
|                                                            | Républicain                                                | Yuripzy Morgan                                             | 115 801                                                    | 39,7                                                       |
|                                                            | Write-In                                                   | Write-In                                                   | 287                                                        | 0,1                                                        |
| Total des votes                                            | Total des votes                                            | Total des votes                                            | 291 602                                                    | 100 %                                                      |
|                                                            | Les Démocrates conservent                                  |                                                            |                                                            |                                                            |

### 2024
| Primaire démocrate de 2024 du 3e district congressionnel du Maryland | Primaire démocrate de 2024 du 3e district congressionnel du Maryland | Primaire démocrate de 2024 du 3e district congressionnel du Maryland | Primaire démocrate de 2024 du 3e district congressionnel du Maryland | Primaire démocrate de 2024 du 3e district congressionnel du Maryland |
| -------------------------------------------------------------------- | -------------------------------------------------------------------- | -------------------------------------------------------------------- | -------------------------------------------------------------------- | -------------------------------------------------------------------- |
| Parti                                                                | Parti                                                                | Candidat                                                             | Votes                                                                | %                                                                    |
|                                                                      | Démocrate                                                            | Sarah Elfreth                                                        | 29 459                                                               | 36,2                                                                 |
|                                                                      | Démocrate                                                            | Harry Dunn                                                           | 20 380                                                               | 25,0                                                                 |
|                                                                      | Démocrate                                                            | Clarence Lam                                                         | 9 548                                                                | 11,7                                                                 |
|                                                                      | Démocrate                                                            | Terri L. Hill                                                        | 5 318                                                                | 6,5                                                                  |
|                                                                      | Démocrate                                                            | Mark S. Chang                                                        | 4 106                                                                | 5,0                                                                  |
|                                                                      | Démocrate                                                            | Aisha Khan                                                           | 2 199                                                                | 2,7                                                                  |
|                                                                      | Démocrate                                                            | Mike Rogers                                                          | 2 147                                                                | 2,6                                                                  |
|                                                                      | Démocrate                                                            | Johns Morse                                                          | 1 437                                                                | 1,8                                                                  |
|                                                                      | Démocrate                                                            | Abigail Diehl                                                        | 1 379                                                                | 1,7                                                                  |
|                                                                      | Démocrate                                                            | Juan Dominguez                                                       | 1 025                                                                | 1,3                                                                  |
|                                                                      | Démocrate                                                            | Don Quin                                                             | 408                                                                  | 0,5                                                                  |
|                                                                      | Démocrate                                                            | Kristin Lyman Nabors                                                 | 397                                                                  | 0,5                                                                  |
|                                                                      | Démocrate                                                            | Jeffrey Woodard                                                      | 352                                                                  | 0,4                                                                  |
|                                                                      | Démocrate                                                            | Gary Schuman                                                         | 286                                                                  | 0,4                                                                  |
|                                                                      | Démocrate                                                            | Mark Gosnell                                                         | 221                                                                  | 0,3                                                                  |
|                                                                      | Démocrate                                                            | Jake Pretot                                                          | 162                                                                  | 0,2                                                                  |
|                                                                      | Démocrate                                                            | Matt Libber                                                          | 159                                                                  | 0,2                                                                  |
|                                                                      | Démocrate                                                            | Stewart Silver                                                       | 78                                                                   | 0,1                                                                  |
|                                                                      | Démocrate                                                            | Dan Rupli                                                            | 34                                                                   | 0,0                                                                  |

| Primaire républicaine de 2024 du 3e district congressionnel du Maryland | Primaire républicaine de 2024 du 3e district congressionnel du Maryland | Primaire républicaine de 2024 du 3e district congressionnel du Maryland | Primaire républicaine de 2024 du 3e district congressionnel du Maryland | Primaire républicaine de 2024 du 3e district congressionnel du Maryland |
| ----------------------------------------------------------------------- | ----------------------------------------------------------------------- | ----------------------------------------------------------------------- | ----------------------------------------------------------------------- | ----------------------------------------------------------------------- |
| Parti                                                                   | Parti                                                                   | Candidat                                                                | Votes                                                                   | %                                                                       |
|                                                                         | Républicain                                                             | Rob Steinberger                                                         | 8 766                                                                   | 25,1                                                                    |
|                                                                         | Républicain                                                             | Arthur Baker Jr.                                                        | 6 931                                                                   | 19,9                                                                    |
|                                                                         | Républicain                                                             | Bernard Flowers                                                         | 6 028                                                                   | 17,3                                                                    |
|                                                                         | Républicain                                                             | Joshua Morales                                                          | 3 159                                                                   | 9,0                                                                     |
|                                                                         | Républicain                                                             | Jordan Mayo                                                             | 2 918                                                                   | 8,4                                                                     |
|                                                                         | Républicain                                                             | Thomas Harris                                                           | 2 857                                                                   | 8,2                                                                     |
|                                                                         | Républicain                                                             | Ray Bly                                                                 | 2 015                                                                   | 5,8                                                                     |
|                                                                         | Républicain                                                             | John Rea                                                                | 1 120                                                                   | 3,2                                                                     |
|                                                                         | Républicain                                                             | Naveed Mian                                                             | 1 085                                                                   | 3,1                                                                     |

| Élection de 2024 du 3e district congressionnel du Maryland | Élection de 2024 du 3e district congressionnel du Maryland | Élection de 2024 du 3e district congressionnel du Maryland | Élection de 2024 du 3e district congressionnel du Maryland | Élection de 2024 du 3e district congressionnel du Maryland |
| ---------------------------------------------------------- | ---------------------------------------------------------- | ---------------------------------------------------------- | ---------------------------------------------------------- | ---------------------------------------------------------- |
| Parti                                                      | Parti                                                      | Candidat                                                   | Votes                                                      | %                                                          |
|                                                            | Démocrate                                                  | Sarah Elfreth                                              | 236 681                                                    | 59,29                                                      |
|                                                            | Républicain                                                | Rob Steinberger                                            | 151 186                                                    | 37,87                                                      |
|                                                            | Libertarien                                                | Miguel Barajas                                             | 10 471                                                     | 2,62                                                       |
|                                                            | Write-In                                                   | Write-In                                                   | 862                                                        | 0,22                                                       |
| Total des votes                                            | Total des votes                                            | Total des votes                                            | 399 200                                                    | 100 %                                                      |
|                                                            | Les Démocrates conservent                                  |                                                            |                                                            |                                                            |